# Dinornis
Dinornis es un género extinto de aves dinornitiformes de la familia Dinornithidae propio de Nueva Zelanda. Se conocen dos especies, llamadas coloquialmente moas gigantes, las cuales llegaban a medir 3,7 m de altura y a tener un peso de 280 kg. Los moas gigantes se extinguieron en la isla tras la llegada de los maoríes, quienes los cazaban como alimento. Para el año 1500 este grupo de aves ya había desaparecido de Nueva Zelanda.

## Descripción

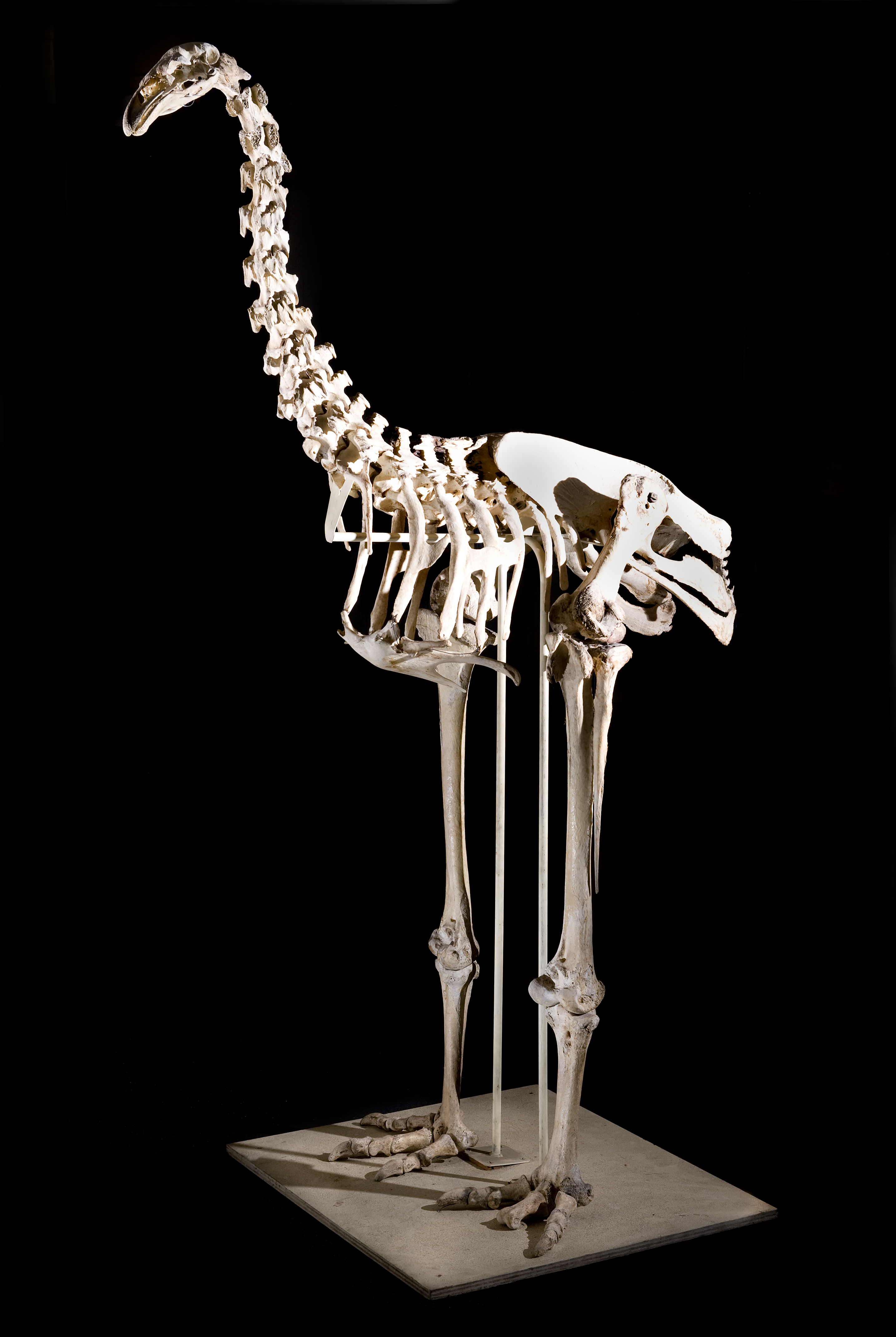
Esqueleto de D. robustus.

Dinornis puede haber sido el ave más alta que jamás haya existido, midiendo las hembras de la especie 3.6 m de altura y una de las más pesadas, con un peso de 230-240 kg o 278 kg en diversas estimaciones. Los restos de plumas son de color marrón rojizo, y cubrían la mayor parte del cuerpo, excepto las piernas y la mayor parte de la cabeza (más una pequeña porción del cuello debajo de la cabeza). Los pies eran grandes y poderosos, y tenían un cuello largo que les permitía llegar a la vegetación más alta. En relación con su cuerpo, la cabeza era pequeña, con un pico puntiagudo, corto, liso y algo curvado.

## Extinción
Antes de la llegada de los humanos, esta ave había tenido una población ecológicamente estable en (lo que hoy se conoce como) Nueva Zelanda durante al menos 40.000 años.
El moa gigante, junto con otros géneros de moas, fueron exterminados por los colonos polinesios y utilizados para alimentarse. Todos los animales de este género se habían extinguido ya en 1500 en Nueva Zelanda. Se sabe que los maoríes todavía los cazaban a principios del siglo XV, llevándolos a hoyos y robando a sus nidos. Aunque algunas aves se extinguieron debido a la agricultura, para la que se cortaron y quemaron bosques y para la que la tierra se convirtió en extensas áreas de cultivo, el moa gigante había sido extinguido 300 años antes de la llegada de los colonos europeos.

## Taxonomía
A continuación se muestra el cladograma basado en el análisis realizado por Bunce et al.:

|  | Dinornis robustus        |
|  |                          |
|  | Dinornis novaezealandiae |
|  |                          |

|  | Megalapteryx didinus |
|  |                      |

|  | Dinornis robustus        |
|  |                          |
|  | Dinornis novaezealandiae |
|  |                          |

|  | Megalapteryx didinus |
|  |                      |

|  | Pachyornis australis                                                              |
|  |                                                                                   |
|  | \| \| Pachyornis elephantopus \| \| \| \| \| \| Pachyornis geranoides \| \| \| \| |
|  |                                                                                   |
|  | Pachyornis elephantopus                                                           |
|  |                                                                                   |
|  | Pachyornis geranoides                                                             |
|  |                                                                                   |

|  | Pachyornis elephantopus |
|  |                         |
|  | Pachyornis geranoides   |
|  |                         |

|  | Pachyornis australis                                                              |
|  |                                                                                   |
|  | \| \| Pachyornis elephantopus \| \| \| \| \| \| Pachyornis geranoides \| \| \| \| |
|  |                                                                                   |
|  | Pachyornis elephantopus                                                           |
|  |                                                                                   |
|  | Pachyornis geranoides                                                             |
|  |                                                                                   |

|  | Pachyornis elephantopus |
|  |                         |
|  | Pachyornis geranoides   |
|  |                         |

|  | Pachyornis australis                                                              |
|  |                                                                                   |
|  | \| \| Pachyornis elephantopus \| \| \| \| \| \| Pachyornis geranoides \| \| \| \| |
|  |                                                                                   |
|  | Pachyornis elephantopus                                                           |
|  |                                                                                   |
|  | Pachyornis geranoides                                                             |
|  |                                                                                   |

|  | Pachyornis elephantopus |
|  |                         |
|  | Pachyornis geranoides   |
|  |                         |

|  | Pachyornis australis                                                              |
|  |                                                                                   |
|  | \| \| Pachyornis elephantopus \| \| \| \| \| \| Pachyornis geranoides \| \| \| \| |
|  |                                                                                   |
|  | Pachyornis elephantopus                                                           |
|  |                                                                                   |
|  | Pachyornis geranoides                                                             |
|  |                                                                                   |

|  | Pachyornis elephantopus |
|  |                         |
|  | Pachyornis geranoides   |
|  |                         |

|  | Anomalopteryx didiformis                                             |
|  |                                                                      |
|  | \| \| Emeus crassus \| \| \| \| \| \| Euryapteryx curtus \| \| \| \| |
|  |                                                                      |
|  | Emeus crassus                                                        |
|  |                                                                      |
|  | Euryapteryx curtus                                                   |
|  |                                                                      |

|  | Emeus crassus      |
|  |                    |
|  | Euryapteryx curtus |
|  |                    |

|  | Anomalopteryx didiformis                                             |
|  |                                                                      |
|  | \| \| Emeus crassus \| \| \| \| \| \| Euryapteryx curtus \| \| \| \| |
|  |                                                                      |
|  | Emeus crassus                                                        |
|  |                                                                      |
|  | Euryapteryx curtus                                                   |
|  |                                                                      |

|  | Emeus crassus      |
|  |                    |
|  | Euryapteryx curtus |
|  |                    |

|  | Pachyornis australis                                                              |
|  |                                                                                   |
|  | \| \| Pachyornis elephantopus \| \| \| \| \| \| Pachyornis geranoides \| \| \| \| |
|  |                                                                                   |
|  | Pachyornis elephantopus                                                           |
|  |                                                                                   |
|  | Pachyornis geranoides                                                             |
|  |                                                                                   |

|  | Pachyornis elephantopus |
|  |                         |
|  | Pachyornis geranoides   |
|  |                         |

|  | Pachyornis australis                                                              |
|  |                                                                                   |
|  | \| \| Pachyornis elephantopus \| \| \| \| \| \| Pachyornis geranoides \| \| \| \| |
|  |                                                                                   |
|  | Pachyornis elephantopus                                                           |
|  |                                                                                   |
|  | Pachyornis geranoides                                                             |
|  |                                                                                   |

|  | Pachyornis elephantopus |
|  |                         |
|  | Pachyornis geranoides   |
|  |                         |

|  | Pachyornis australis                                                              |
|  |                                                                                   |
|  | \| \| Pachyornis elephantopus \| \| \| \| \| \| Pachyornis geranoides \| \| \| \| |
|  |                                                                                   |
|  | Pachyornis elephantopus                                                           |
|  |                                                                                   |
|  | Pachyornis geranoides                                                             |
|  |                                                                                   |

|  | Pachyornis elephantopus |
|  |                         |
|  | Pachyornis geranoides   |
|  |                         |

|  | Pachyornis australis                                                              |
|  |                                                                                   |
|  | \| \| Pachyornis elephantopus \| \| \| \| \| \| Pachyornis geranoides \| \| \| \| |
|  |                                                                                   |
|  | Pachyornis elephantopus                                                           |
|  |                                                                                   |
|  | Pachyornis geranoides                                                             |
|  |                                                                                   |

|  | Pachyornis elephantopus |
|  |                         |
|  | Pachyornis geranoides   |
|  |                         |

|  | Anomalopteryx didiformis                                             |
|  |                                                                      |
|  | \| \| Emeus crassus \| \| \| \| \| \| Euryapteryx curtus \| \| \| \| |
|  |                                                                      |
|  | Emeus crassus                                                        |
|  |                                                                      |
|  | Euryapteryx curtus                                                   |
|  |                                                                      |

|  | Emeus crassus      |
|  |                    |
|  | Euryapteryx curtus |
|  |                    |

|  | Anomalopteryx didiformis                                             |
|  |                                                                      |
|  | \| \| Emeus crassus \| \| \| \| \| \| Euryapteryx curtus \| \| \| \| |
|  |                                                                      |
|  | Emeus crassus                                                        |
|  |                                                                      |
|  | Euryapteryx curtus                                                   |
|  |                                                                      |

|  | Emeus crassus      |
|  |                    |
|  | Euryapteryx curtus |
|  |                    |